# وزارت بهداشت و خدمات انسانی ایالات متحده آمریکا

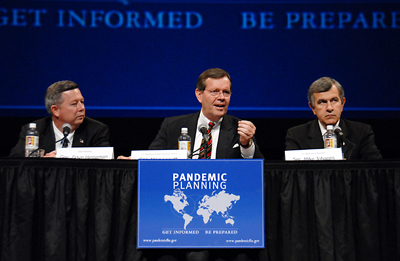
مایکل لیویت، وزیر بهداشت و خدمات درمانی ایالات متحده کابینه بوش در حال سخنرانی در همایش آنفلوانزا در نبراسکا

وزارت بهداشت و خدمات انسانی ایالات متحده آمریکا (به انگلیسی: United States Department of Health and Human Services) یکی از پانزده وزارتخانه‌های دولت فدرال ایالات متحده آمریکا است.
مقر سازمان در واشنگتن است.
اداره کل خوراک و داروی ایالات متحده آمریکا و موسسات ملی بهداشت ایالات متحده آمریکا مشهور به NIH یکی از شاخه‌های این وزارتخانه می‌باشد.

## وب‌گاه رسمی
- www.hhs.gov